# Henning von Vieregge (Publizist)
Henning von Vieregge (* 28. Dezember 1946 in Lübeck) ist ein deutscher Publizist und Dozent zu den Themen Verbandsmanagement, Altern, Engagement sowie Kirche und Zivilgesellschaft.

## Leben
Vieregge absolvierte nach dem Abitur in Hannover (Leibnizschule) ab 1969 in Bonn und Köln sein Studium in Politikwissenschaft, Soziologie und Staatsrecht. 1973 gründete er mit Ulrich von Alemann u. a. die DFG-geförderte „Studiengruppe Partizipationsforschung“ in Bonn und promovierte 1976 mit magna cum laude bei Karl Dietrich Bracher über das Thema „Stiftungen und ihre Parteien“. Die Arbeit wurde von der Fritz Thyssen Stiftung gefördert und im Nomos-Verlag publiziert.
1978 ging Vieregge zur VhU, den hessischen Unternehmerverbänden, Arbeitgeberverband Metall (Hessen Metall) und dem Bildungswerk der Hessischen Wirtschaft nach Darmstadt und Frankfurt, wo er zuletzt Geschäftsführer Kommunikation der drei Organisationen war. 1993 wechselte er zum Gesamtverband Kommunikationsagenturen GWA als Hauptgeschäftsführer, wo er 2009 ausschied.
Er ist seit 2010 Lehrbeauftragter der Johannes Gutenberg-Universität Mainz, Zentrum für Wissenschaftliche Weiterbildung, Studieren 50 plus, mit der „Werkstatt Universität und Zivilgesellschaft“ sowie von 2012 bis 2014 Lehrbeauftragter bei der Dualen Hochschule Baden-Württemberg Heilbronn im Fach Verbandsmanagement. Er arbeitet zudem als ständiger redaktioneller Mitarbeiter des Verbändereports und ab 2013 als Assoziierter Wissenschaftler am Maecenata-Institut, Berlin, und bis 2022 beim Sozialwissenschaftlichen Institut der EKD, Hannover. Er war bis 2023 Seniorpartner der Wiesbadener Innovationsagentur Neue Ufer.
Von 2012 bis zur Selbstauflösung 2015 war er Vorsitzender der Aktion Gemeinsinn e.V. Bonn und bis Ende 2013 langjährig im Stiftungsrat der Stiftung Mitarbeit tätig, u. a. als Vorsitzender. Er war 2018/19 einer der beiden Sprecher der Bürgerinitiative „Mainz für Gutenberg“. 2020/21 war er Governor im Rotary Distrikt 1820. Er schreibt regelmäßig Beiträge für das Rotary Magazin.
Vieregge, geschieden und verwitwet, ist in dritter Ehe mit der Frauenärztin Angela Westerburg verheiratet. Er hat vier Kinder.
Henning von Vieregge (1872–1945) ist sein Adoptivgroßvater. Die Familie Vieregg/Vieregge/Viereck war bis 1945 über 800 Jahre in Mecklenburg ansässig.

## Werke (Auswahl)

### Bücher
- Parteistiftungen. Zur Rolle der Konrad-Adenauer-, Friedrich-Ebert-, Friedrich-Naumann- und Hanns-Seidel-Stiftung. Nomos Verlag, Baden-Baden 1977, ISBN 3-7890-0280-1.
- Gesellschaftspolitische Stiftungen in der Bundesrepublik. Deutscher Instituts-Verlag, Köln 1980, ISBN 3-602-24801-1.
- Was Mitglieder bindet. Ergebnis einer Infratest-Umfrage 1993 bei Hessen-Metall. Hessen-Metall, Frankfurt am Main 1994.
- Der Ruhestand kommt später. Wie Manager das Beste aus den silbernen Jahren machen. Verlag Frankfurter Allgemeine Buch, Frankfurt 2012, ISBN 978-3-89981-269-5.
- Neustart mit 60, Anstiftung zum dynamischen Ruhestand. Verlag Neue Ufer, Wiesbaden 2016, 3. erw. Auflage 2018, ISBN 978-3-00-055819-1.
- Wo Vertrauen ist, ist Heimat – Auf dem Weg in eine engagierte Bürgergesellschaft. oekom Verlag, München 2018, ISBN 978-3-96238-089-2.
- Clubleben im Stresstest, Rotary in der Pandemie – und danach? (Hrsg. mit Reinhard Fröhlich und Hans-Werner Klein), Wiesbaden 2021 (Eigendruck).
- Unter der Glückshaube. Wie ich erwachsen wurde. Edition Neue Ufer (Eigendruck), Wiesbaden 2024, ISBN 978-3-00-077263-4.
- Die Glücksverwöhnten – Ein früher Babyboomer wird erwachsen. epubli, Berlin 2025, ISBN 978-3-8190-3047-5.
- Beneidenswert! Wenn Babyboomer 65 und Achtundsechziger 80 werden. epubli, Berlin 2025 ISBN 978-3-8197-4627-7.

### Beiträge
- Flüchtlingshilfe und sorgende Gemeinschaft, Kirchengemeinden auf dem Weg in die Zivilgesellschaft, (Opuscula Nr. 107), Maecenata Institut, Berlin 2017, urn:nbn:de:0168-ssoar-53198-1
- Die Kirche auf dem Weg in die Zivilgesellschaft. Teil 1: Text. (Opuscula Nr. 131), Maecenata-Institut, Berlin 2019 urn:nbn:de:0168-ssoar-65564-2
- Die Kirche auf dem Weg in die Zivilgesellschaft. Teil 2: Materialien. (Opuscula Nr. 132), Maecenata-Institut, Berlin 2019, urn:nbn:de:0168-ssoar-65738-7

### Hörbücher
- Halbzeit des Lebens, was nun? Hörbuch. Verlag steinbach sprechende bücher, Schwäbisch Hall 2015, ISBN 978-3-86974-209-0

## Belege
1. ↑  Partizipation — Demokratisierung — Mitbestimmung. doi:10.1007/978-3-663-01375-4 (springer.com [abgerufen am 30. April 2024]).
2. ↑  Traueranzeigen von Karl Dietrich Bracher | Frankfurter Allgemeine Lebenswege. Abgerufen am 30. April 2024.
3. ↑  Yumpu.com: hr2-kultur | Doppel-Kopf. Abgerufen am 30. April 2024.
4. ↑  Zentrum für wissenschaftliche Weiterbildung der Johannes Gutenberg-Universität Mainz. Johannes Gutenberg-Universität Mainz, abgerufen am 4. April 2024 (Der Datensatz ist unter „V“ zu finden).
5. ↑  Das Hochschulstudium Verbandsmanagement (Bachelor of Arts) | Verbändereport 2/2010. Abgerufen am 30. April 2024.
6. ↑  Henning von Vieregge. In: DGVM. Abgerufen am 18. April 2024.
7. ↑  Bürgerräte – eine gute Idee auch für Verbände? | Verbändereport 1/2024. In: verbaende.com. Abgerufen am 30. April 2024.
8. ↑  Das Institut – Maecenata Stiftung. Abgerufen am 4. April 2024.
9. ↑  BBE - Bundesnetzwerk Bürgerschaftliches Engagement. Abgerufen am 30. April 2024.
10. ↑  Neue Ufer H.-W. Klein. Neue Ufer Kommunikationsberatung, abgerufen am 4. April 2024.
11. ↑  mitarbeit.de: Meldung: Optimierte Arbeitsbedingungen. Abgerufen am 30. April 2024.
12. ↑  VRM GmbH & Co KG: Nach Entscheidung zum Bibelturm: Henning von Vieregge im Interview | VRM Mediathek. Abgerufen am 30. April 2024.
13. ↑  Rotary Distrikt 1820. Abgerufen am 4. April 2024.
14. ↑  Rotary Verlags GmbH: Rotary Magazin Autor: Henning von Vieregge. Abgerufen am 4. April 2024.
15. ↑  Rotary Verlags GmbH: Rotary Magazin Artikel: Standpunkt - Keine Aktion ohne Reflexion. 1. Juni 2023, abgerufen am 30. April 2024.
16. ↑  Gutenberg Stiftung, Mainz. Abgerufen am 30. April 2024.

| Personendaten    | Personendaten                  |
| ---------------- | ------------------------------ |
| NAME             | Vieregge, Henning von          |
| KURZBESCHREIBUNG | deutscher Publizist und Dozent |
| GEBURTSDATUM     | 28. Dezember 1946              |
| GEBURTSORT       | Lübeck                         |